# 나일왕도마뱀
나일왕도마뱀(Nile monitor)은 사하라 이남 아프리카 대부분, 특히 건조한 지역과 나일강과 동아프리카의 지류에서 발견되는 왕도마뱀과의 큰 구성원이다. 또한 북미에는 현대의 침입 개체군이 있다. 서아프리카 숲과 사바나에서 발견되는 개체군은 서아프리카나일왕도마뱀이라는 별도의 종으로 인식되기도 한다. 코모도왕도마뱀, 물왕도마뱀 또는 악어왕도마뱀과 같은 더 큰 친척들에게는 왜소하지만, 여전히 세계에서 가장 큰 도마뱀 중 하나로, 크기 면에서 오스트레일리아의 페렌티에 도달하고 심지어 능가하다.
플로리다주 남부의 여러 지역에서 탈출하거나 의도적으로 풀어준 애완동물로부터 물려받은 나일왕도마뱀 개체수가 야생화되었다. 특히 플로리다주에서 불법적으로 풀어준 동물 외에도 많은 파충류가 밀폐 공간이 손상되거나 부주의하게 잠금이 해제되었을 때 탈출할 가능성이 있는 것으로 추측되는데, 플로리다주는 아열대에서 열대 기후이기 때문에 많은 파충류가 야외에 서식하고 있으며, 악천후 시 보안이 잘 되지 않은 밀폐 공간이 손상될 수 있다.

## 분류학
나일왕도마뱀 종 그룹의 구성원들은 고대에 아프리카인들에게 이미 잘 알려져 있었다. 예를 들어, 적어도 천 년 전에는 제네제노 문화권에서 먹이로 흔히 잡혔다.

### 종 복합체
전통적으로 정의되는 나일왕도마뱀은 종 복합체이다. 오네이트왕도마뱀과 서아프리카나일왕도마뱀은 1802년과 1803년 프랑수아 마리 도댕에 의해 종으로 묘사되었다. 1942년 로버트 머튼스는 두 가지를 동의어 또는 유효한 아종으로 나일왕도마뱀으로 옮겼다. 1997년 색상과 형태에 기반한 분류학적 검토 결과 오네이트왕도마뱀이 독특하다는 사실이 밝혀지고 서아프리카와 중앙아프리카의 열대 우림과는 별도의 종으로 재평가되기 전까지는 표준 치료법이었다. 2016년에는 주로 유전학에 기반한 검토 결과가 또 나왔다. 연구진은 서아프리카 숲과 인접한 사바나의 왕도마뱀이 독특하고 서아프리카나일왕도마뱀이 별도의 종으로 인정받을 가치가 있다는 사실을 발견했다. 약 770만 년 전 나일왕도마뱀 단지에 있던 다른 동물들과 분리된 것으로 추정되며, 인간과 침팬지의 분리보다 오래된 것으로 추정된다. 대조적으로 중앙아프리카 열대 우림의 경우 유전적으로 나일왕도마뱀과 유사하다. 이는 1997년에 정의된 오네이트왕도마뱀을 서아프리카나일왕도마뱀과 동부(중앙아프리카 열대 우림의)가 다시 나일왕도마뱀으로 이동하는 두 가지로 본질적으로 나눈다. 오네이트왕도마뱀의 유형 지역이 중앙아프리카 국가 카메룬이기 때문에 학명 V. 오르나투스(V. ornatus)는 V. 닐로티쿠스(V. niloticus)의 동의어가 된다. "오렌지색 패턴"을 가진 개체와 "나일색 패턴"을 가진 개체는 서아프리카나일왕도마뱀과 나일왕도마뱀 모두에서 발생하며, "오렌지색"은 울창한 숲이 우거진 서식지에서 더 자주 발생하는 것으로 보인다.
서아프리카나일왕도마뱀은 별도의 종으로, 나일왕도마뱀에는 남부, 중앙, 동아프리카의 대부분 지역과 서아프리카 해안에서 더 국지적으로 발견되는 광범위한 분기군이라는 두 가지 주요 분기군이 있다. 다른 분기군에는 사헬 (말리에서 에티오피아) 및 나일강 지역의 왕도마뱀이 포함된다. 차이점에도 불구하고 파충류 데이터베이스는 오네이트왕도마뱀과 서아프리카나일왕도마뱀을 모두 나일왕도마뱀의 동의어로 유지하지만, 이 광범위한 종 정의에는 고유한 하위 개체군이 포함되어 있다.

## 묘사

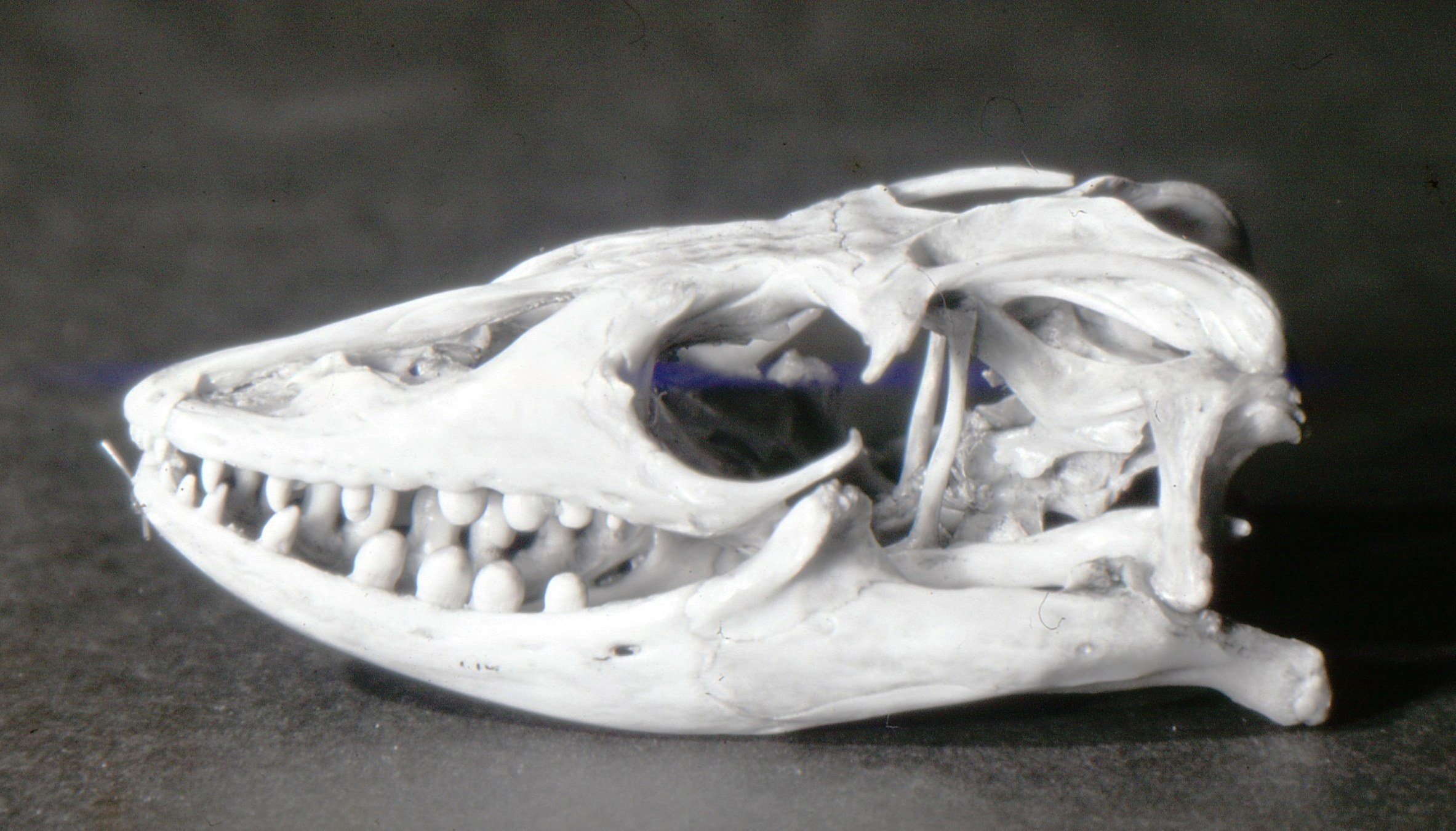
나일왕도마뱀의 두개골

나일왕도마뱀은 아프리카에서 가장 긴 도마뱀이다. 길이는 약 120cm에서 220cm까지 자라며, 가장 큰 표본은 244cm에 달한다. 평균 크기의 표본에서 주둥이에서 통풍구까지의 길이는 약 50cm이다. 체질량의 경우 성인은 매우 다양한 것으로 보고되었으며, 한 연구에서는 0.8~1.7kg에 불과하다고 주장했으며, 다른 연구에서는 대형 모니터의 무게가 5.9~15kg에 달한다고 한다. 다양한 변화는 나이나 환경 조건 때문일 수 있다. 예외적으로 큰 표본은 20kg까지 확장될 수 있지만, 이 종은 부피가 큰 바위왕도마뱀보다 평균 무게가 다소 적다.
근육질의 몸과 튼튼한 다리, 강력한 턱을 가지고 있다. 어린 동물의 이빨은 날카롭고 뾰족하며 성체의 경우 무뚝뚝하고 못처럼 변한다. 또한 먹이를 기어오르고, 땅을 파고, 방어하거나 찢는 데 사용되는 날카로운 발톱을 가지고 있다. 모든 왕도마뱀과 마찬가지로 혀가 갈라져 있으며 후각적 특성이 매우 발달되어 있다. 나일왕도마뱀은 매우 눈에 띄지만 다양한 피부 패턴을 가지고 있는데, 위쪽이 회색-갈색이고 꼬리에는 녹색-노란색 바링이 있고 등에는 크고 녹색-노란색 로제트 모양의 반점이 있으며 가운데에는 검은색 작은 반점이 있다. 목과 아랫쪽은 황토색-노란색에서 크림색-노란색으로 종종 희미한 바링이 있다.
콧구멍은 콧구멍이 코 위에 높게 배치되어 있어 이 동물들이 수생 생활에 매우 잘 적응하고 있음을 나타낸다. 또한 훌륭한 등반가이자 육상에서 빠른 달리기 선수이기도 하다. 나일왕도마뱀은 물고기, 개구리, 두꺼비, 거북이, 뱀, 도마뱀, 어린 악어 등 작은 파충류, 새, 설치류, 기타 작은 포유류 (집에서 키우는 고양이와 어린 영양 라피케루스속까지), 알 (악어, 아가마과, 기타 왕도마뱀, 새 포함), 무척추동물 (딱정벌레, 흰개미, 메뚜기목, 게, 애벌레, 거미, 노래기, 지렁이, 달팽이, 민달팽이 등), 부육, 배설물 등 다양한 먹이를 먹는다.

## 분포 및 서식지

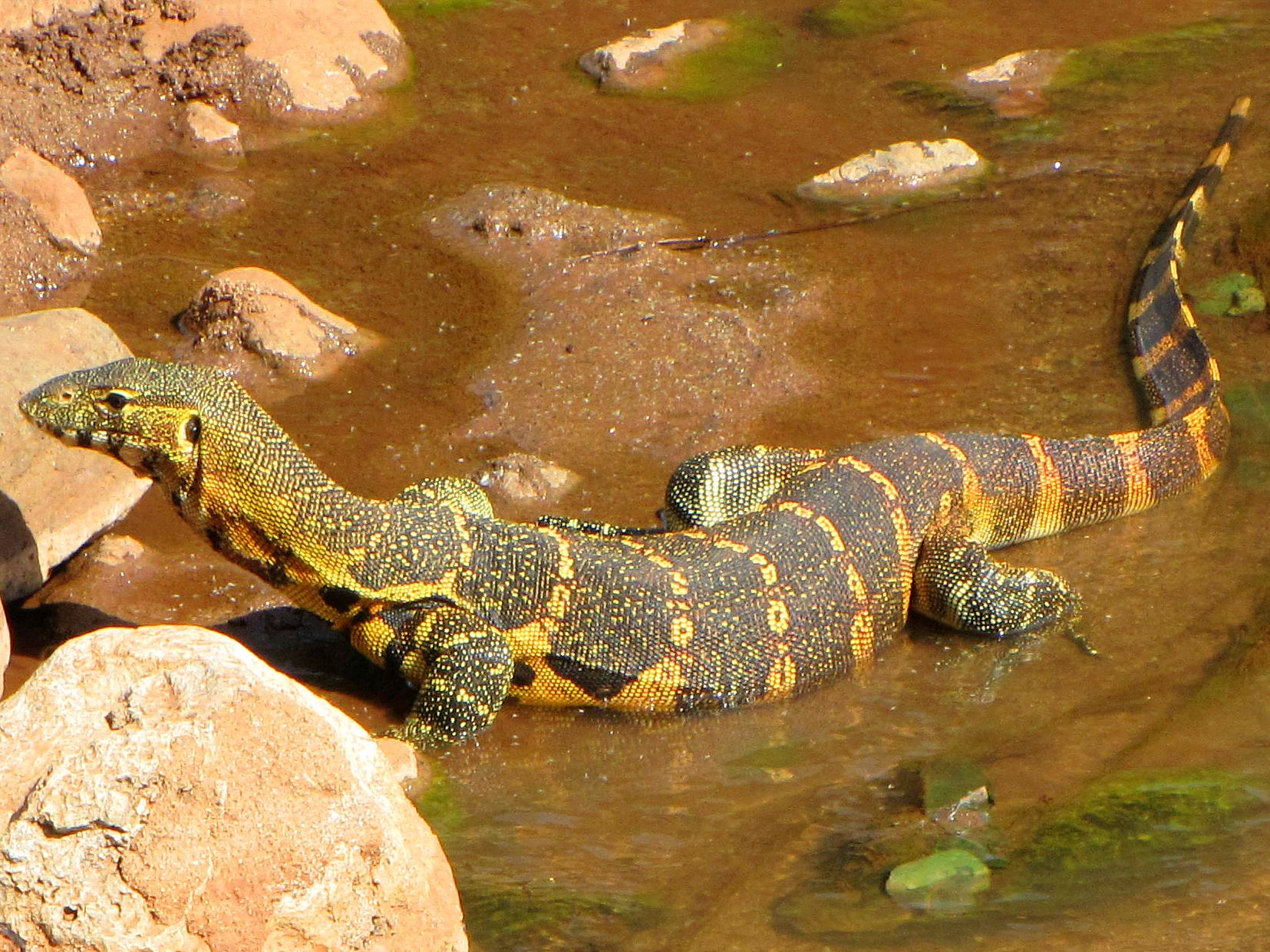
탄자니아의 만야라호 국립공원에 있는 나일왕도마뱀

나일왕도마뱀은 사하라 이남 아프리카와 나일강을 따라 서식한다. 그러나 사하라 사막, 칼라하리 사막, 아프리카의 뿔의 대부분 지역에서는 발견되지 않지만 강 주변에서 번성하다. 나일왕도마뱀은 19세기 후반까지 이스라엘 유대 광야의 요르단강, 사해, 와디 주변에서 서식하는 것으로 보고되었지만 현재 이 지역에서는 멸종되었다.

### 침입종
미국 플로리다주에서는 적어도 1990년부터 나일왕도마뱀의 기존 번식 개체군이 주 전역에 존재하는 것으로 알려져 있다. 유전자 연구에 따르면 도입된 동물은 서아프리카에서 유래한 하위 개체군의 일부이며, 현재는 종종 서아프리카나일왕도마뱀이라는 고유 종으로 인식되고 있다. 확립된 번식 개체군의 대다수는 리군, 특히 인근 장벽 섬(새니벨, 캡티바, 북캡티바섬), 파인아일랜드, 포트마이어스, 푼타라사 등 케이프코럴과 주변 지역에 서식하고 있다. 인접한 샬럿군, 특히 가스파릴라섬에도 확립된 개체군이 존재한다. 플로리다주에서 나일왕도마뱀이 많이 목격되는 다른 지역으로는 80번 주 도로를 따라 웨스트팜비치 남서쪽에 있는 팜비치군 있다. 2008년 7월, 마이애미 남서쪽의 작은 도시 홈스테드에서 나일왕도마뱀이 발견되었다. 할리우드, 나란자, 플로리다키스의 키라르고 근처에서도 다른 목격 사례가 보고되었다. 리, 샬럿 및 플로리다주의 다른 군에 있는 나일왕도마뱀의 기존 개체군이 미시시피악어, 아메리카악어와 같은 토착 악어에게 부정적인 영향을 미칠 가능성은 매우 크며, 이들은 일반적으로 아프리카의 작은 악어 둥지를 습격하고, 알을 먹고, 먹이를 먹는다. 일화적인 증거에 따르면 케이프코럴에서 가정용 애완동물과 야생 고양이가 실종되는 비율이 높다.

## 사육
나일왕도마뱀은 매우 공격적인 행동과 길들이기에 대한 저항에도 불구하고 반려동물 거래에서 종종 발견된다. 어린 개체 왕도마뱀은 방어 수단으로 꼬리 채찍질을 하며, 성인이 되면 물어뜯고 긁혀서 중간에서 심각한 상처를 입을 수 있다. 나일왕도마뱀은 다양한 사료를 먹이면 어린 개체가 빠르게 성장하기 때문에 큰 케이지가 필요하며, 큰 성체는 종종 맞춤형 공간이 필요하다.